# Sebastian Dunikowski
Sebastian Dunikowski herbu Abdank (ur. 21 stycznia 1759 roku w Słopnicach Szlacheckich – poległ 28 sierpnia 1794 na Pradze) – wicebrygadier w powstaniu kościuszkowskim, kwatermistrz w I Brygadzie w Dywizji Ukraińskiej i Podolskiej w 1781 roku.